# CEAFAR雷达
CEAFAR有源相控阵雷达是由澳大利亚的CEA技术公司开发和制造的舰载多功能有源电子扫描阵列3D雷达（MFR）。它是澳大利亚皇家海军安扎克级护卫舰上的 S 波段三维导弹制导雷达。该雷达具有多种功能，能够在要求苛刻、信号杂乱无章和干扰严重的环境中进行三维立体搜索、水面搜索、火控支持和目标分类。

## 设计
该雷达是作为一种多功能雷达开发的，将安装在安扎克级护卫舰上，以提高其反舰导弹防御 (ASMD) 能力。其工作频率为S 波段，采用固定有源相控阵天线（AESA 天线）和砷化镓（GaAs）半导体元件制造的发送器。天线一面宽 1,340 毫米，高 2,700 毫米，重 400 千克，每面分为16块，共包含 1,024 个发射器和接收器模块。天线阵列集成了发射器/接收器和信号处理器，并有冷却水通道防止发热。
在实验阶段，该天线以四面为一组，但在将波束指向最大扫描角度时的存在性能劣化问题，因此，在实际应用中，采用了六面为一组的独特构造。通过这种方式，可以同时形成六个波束，每个波束都能进行目标搜索、探测和追踪，以实现以本舰为中心的半球空间在1秒内扫描完毕。该雷达系统能够在距离40公里以上探测到雷达反射截面积（RCS）为0.1平方米的目标。
另外，自2014年起，开始开发改进型CEAFAR2，该型号在发送接收模块的材料上改用氮化镓（GaN）。在CEAFAR2中，除了与CEAFAR相同的S波段版本（CEAFAR-2S）外，还包括更长波长的L波段版本（CEAFAR-2L）以及更短波长的X波段版本（CEAFAR-2X）。安扎克级护卫舰安装CEAFAR作为其作为火控雷达时，配备了X波段的有源电子扫描阵列（AESA）雷达CEAMOUNT。而在CEAFAR2中，这一X波段版本预计将继续承担火控雷达的角色。

## 历史

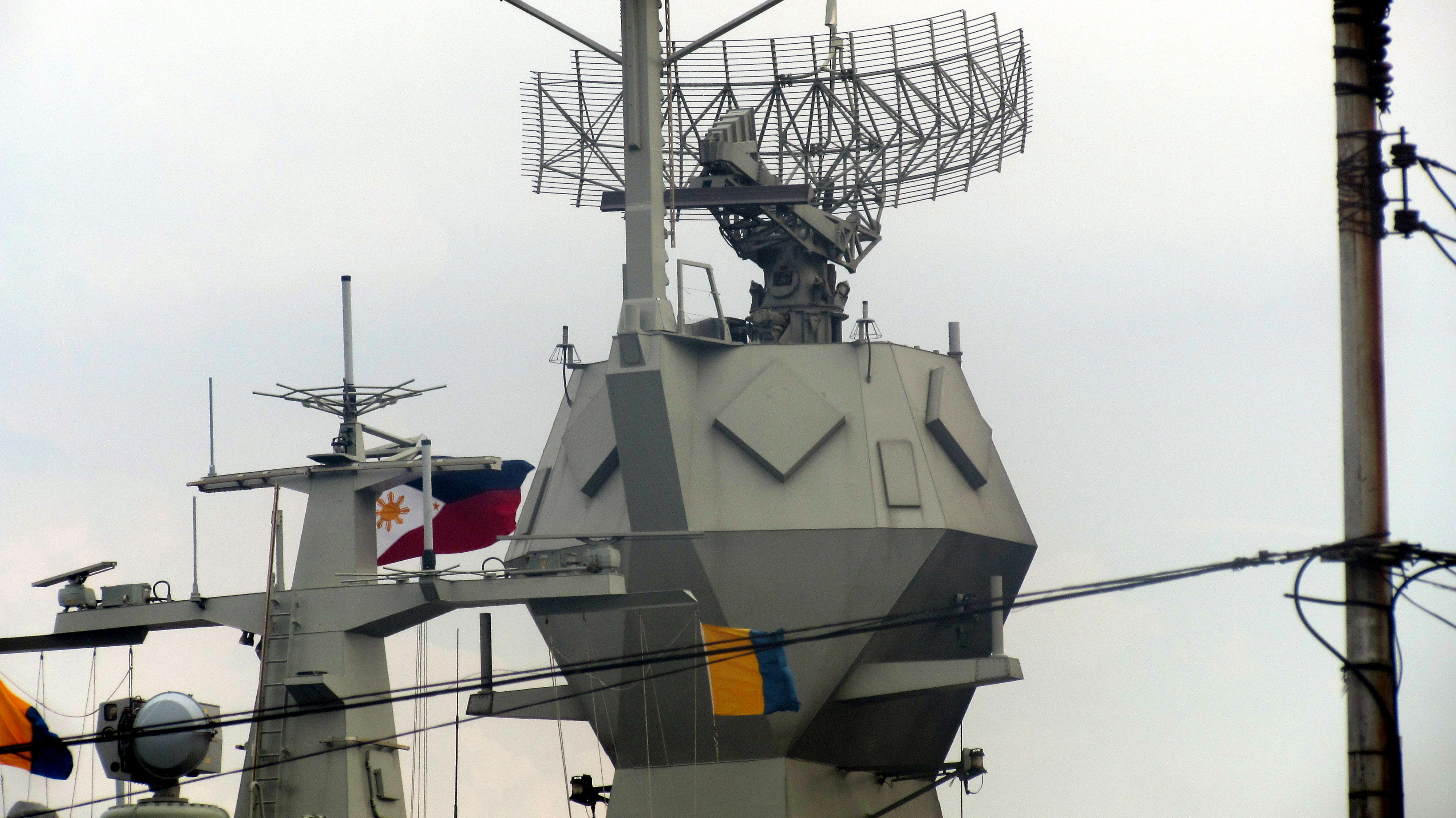
安扎克级护卫舰上的 CEAFAR 雷达

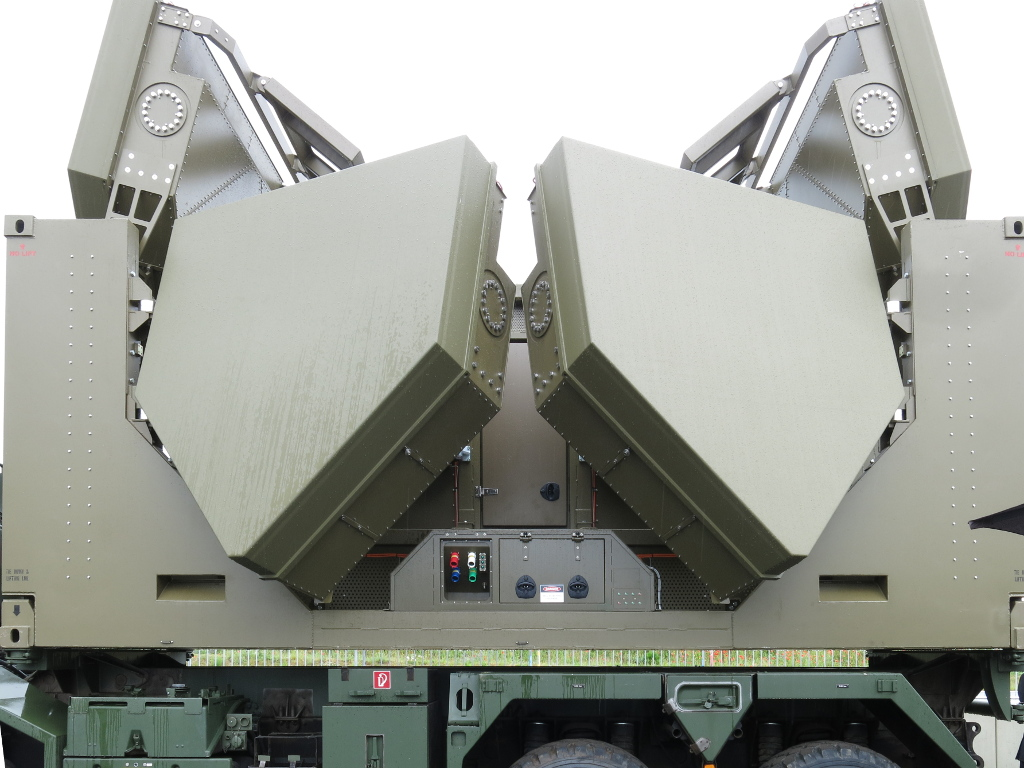
地基多任务雷达 (GBMMR) 亮相2016柏林国际航空航天博览会

2011 年，CEA 技术公司被选中开发 CEAFAR 有源相控阵雷达和 CEAMOUNT 有源相控阵照明器，作为安扎克级护卫舰反舰导弹防御系统升级的一部分。该项目被列为美国国防部国防物资组织的 30 大项目之一。 CEAFAR 使用安装在舰艇甲板室的六个方形固定面阵列。
CEAFAR 的陆基变体被命名为陆基多任务雷达 (GBMMR)，使用六个放大的固定面 AESA 阵列，安装在一辆重型卡车上。随后，埃及提出购买 IRIS-T SL 系统（目标探测模块采用CEAFAR雷达），但最终败给了亨索尔特公司生产的 TRML-4D 和 TwinVis 雷达。
澳大利亚版本的 NASAMS 地基防空系统将于 2023 年部署，其中包括 CEAFAR 战术雷达（CEATAC）和 CEAFAR 作战雷达（CEAOPS），它们是从亨特级护卫舰的海上 CEAFAR2 AESA 雷达项目发展而来。CEATAC 包括四个小型固定面 AESA 阵列，安装在 Hawkei PMV 轻型卡车上。CEAOPS 是一个缩放版本，包括一个大型单面旋转 AESA 阵列和安装在 HX77 重型卡车上的四个小型固定面阵列。